# دونالد غينارو
دونالد غينارو (بالإنجليزية: Donald Genaro)‏ هو مصمم أمريكي، ولد في 1932 في هوبوكين في الولايات المتحدة.